# Comme t'y es belle !
Pour plus de détails, voir Fiche technique et Distribution.
Comme t'y es belle ! est un film français réalisé par Lisa Azuelos, sorti en 2006.

## Synopsis
Isa, Alice, Léa et Nina, liées par leurs familles séfarades autant que par leur amitié, partagent leurs vies entre les histoires de cœur, un institut de beauté sous contrôle fiscal, des enfants à élever, une nounou marocaine sans papier à pacser, des régimes à répétition, des fêtes familiales et religieuses à honorer, mais avant d'être belles, leur plus gros challenge reste d'être elles-mêmes.
Isa apprend que sa nounou marocaine risque d'être expulsée, elle choisit donc de se pacser avec elle. En parallèle, elle rencontre un charmant anglais dont elle tombe amoureuse. Alice, malheureuse en ménage, fait connaissance avec Michel, le père d'une copine de classe de sa fille. Elle finit par s'éprendre de cet homme beaucoup plus attentionné que Gilles, époux macho et irrespectueux. Léa ne cesse d'enchaîner les conquêtes amoureuses, toujours amoureuse de son ex-mari, et ne voit pas que sa propre fille déprime. Nina est amoureuse de Simon, le frère de Alice et Isa, mais le jeune homme ne la voit que comme une amie et annule sans scrupules un rendez-vous avec elle. Les quatre amies vont devoir prendre des décisions pour s'épanouir dans leurs vies respectives.

## Fiche technique
- Titre original : Comme t'y es belle !
- Réalisation : Lisa Azuelos
- Scénario : Lisa Azuelos, Hervé Mimran et Michael Lellouche
- Production : Jani Thiltges
- Musique : LoW Entertainment
- Photographie : Nigel Willoughby
- Montage : Philippe Grellat et Nathalie Hubert
- Décors : Jean-Baptiste Poirot
- Costumes : William Carnimolla
- Pays d'origine :  France,  Royaume-Uni,  Luxembourg,  Belgique
- Langue originale : français et partiellement en anglais
- Format : couleur
- Genre : comédie
- Durée : 85 minutes
- Dates de sortie : 
  -  France : 10 mai 2006
  -  Belgique : 24 mai 2006

## Distribution
- Michèle Laroque : Isa
- Valérie Benguigui : Alice
- Aure Atika : Léa
- Géraldine Nakache : Nina
- Thierry Neuvic : Michel
- Alexandre Astier : Gilles
- Francis Huster : David
- David Kammenos : Simon
- Marthe Villalonga : Liliane
- Andrew Lincoln : Paul
- Amel Djemel : Latifa
- Dora Doll : Mémé
- David Elmaleh : Serge
- Frédéric Beigbeder : Yvan
- Macha Béranger : Tante Régine
- Farida Ouchani : Fatima
- Idit Cebula : Maggie
- Simone Lankar : Tata Fréha
- Nikita Lespinasse : Suzie
- Aurore Auteuil : Carole
- Rodolphe Congé : Contrôleur fiscal
- Judith Aknine : Mme Benaroche
- Stéphane Foenkinos : Samy
- Xavier Brière : Inspecteur Belvaux
- Hubert Benhamdine : Pierre
- Yassine Baatoudi : Hamadi
- Zara Guebli : Mère Latifa
- Eric Wapler : Médecin
- Richard Medkour : Gérard
- Hervé Mimran : Le monteur
- Jonathan Cohen : Réalisateur salon mariage (crédité Jonathan Kahn)
- Stéfano Boullet : Samuel
- Gabrielle Lopes Benites : Émilie
- Marlon Chappat : Ilan
- Oriane Deschamps : Laura
- Frankie Wallach : Kim
- Camille Neyens : Joséphine
- Lola Martiniv : Lou
- Joseph Sayagh : Rabbin
- Joseph Toledano : Homme synagogue 1
- Manu Payet : Homme synagogue 2
- David Garel : Policier PV
- Marc Brun : Sécurité synagogue
- Galaxie Barbouth : Fille synagogue 1
- Marion Aydalot : Fille synagogue 2
- Léa Vigny : Fille boîte de nuit
- Dany Mauro : Imitateur Julien Lepers (voix)
- Candida Julio : Vendeuse jouets
- Nelson Monfort : Commentateur golf (voix)
- Denis Balbir : Commentateur foot (voix)
- Julien Lepers : Lui-même (archive)
- Claire Vocquier Ficot : Candidate Questions pour un champion (Elle-même; archive)
- Pascal Imbert : Candidat Questions pour un champion (Lui-même; archive)